# Philip Haagdoren
Pour les articles homonymes, voir Haagdoren.
Philip Haagdoren est un footballeur belge, né le 25 juin 1970 à Lommel. Son père est l'entraîneur et ancien footballeur Alfons Haagdoren.

## Biographie
Philip Haagdoren joue au SK Lommel depuis son plus jeune âge avant de rejoindre l'équipe première qui évolue en championnat de Division 2, à partir de 1990. Le club limbourgeois remporte son championnat en 1992 et accède parmi l'élite. 
Haagdoren est remarqué par les recruteurs du RSC Anderlecht: il rejoint les Mauves en 1993 et réalise le doublé Coupe-Championnat un an après. Il remporte encore le championnat en 1995.
Après un passage au KSK Beveren en 1996, il devient une pièce maîtresse du milieu de terrain de K Lierse SK où il remporte une nouvelle fois le titre en 1997. Il reste dans ce club jusqu'en 1999, puis part pour cinq ans au KFC Germinal Beerschot.
Il a été Diables Rouges en 1997.  

## Palmarès
- International A en 1997
- Champion de Belgique en 1994 et 1995 avec le RSC Anderlecht, en 1997 avec le K Lierse SK
- Vainqueur de la coupe de Belgique en 1994 avec le RSC Anderlecht
- Vainqueur de la Supercoupe de Belgique en 1995 avec le RSC Anderlecht, en 1997 et 1999 avec le K Lierse SK
- Champion de Belgique D2 en 1992 avec SK Lommel